# العلاقات البحرينية المالية
العلاقات البحرينية المالية هي العلاقات الثنائية التي تجمع بين البحرين ومالي.

## مقارنة بين البلدين
هذه مقارنة عامة ومرجعية للدولتين:
| وجه المقارنة                                              | البحرين       | مالي            |
| --------------------------------------------------------- | ------------- | --------------- |
| المساحة (كم2)                                             | 765           | 1.24 مليون      |
| عدد السكان (نسمة)                                         | 1.49 مليون    | 18.54 مليون     |
| الكثافة السكانية (ن./كم²)                                 | 194.77 ألف    | 14.95           |
| العاصمة                                                   | المنامة       | باماكو          |
| اللغة الرسمية                                             | اللغة العربية | لغة فرنسية      |
| العملة                                                    | دينار بحريني  | فرنك غرب أفريقي |
| الناتج المحلي الإجمالي (بليون دولار)                      | 35.31 مليار   | 15.29 مليار     |
| الناتج المحلي الإجمالي (تعادل القوة الشرائية) بليون دولار | 64.16 مليار   | 35.69 مليار     |
| الناتج المحلي الإجمالي الاسمي للفرد دولار أمريكي          | 22.60 ألف     | 724             |
| الناتج المحلي الإجمالي للفرد دولار أمريكي                 | 45.50 ألف     | 1.60 ألف        |
| مؤشر التنمية البشرية                                      | 0.824         | 0.419           |
| رمز المكالمات الدولي                                      | +973          | +223            |
| رمز الإنترنت                                              | .bh           | .ml             |
| المنطقة الزمنية                                           | ت ع م+03:00   | 00              |

## منظمات دولية مشتركة
يشترك البلدان في عضوية مجموعة من المنظمات الدولية، منها:
| علم المنظمة | اسم المنظمة                               | تاريخ انضمام البحرين | تاريخ انضمام مالي |
| ----------- | ----------------------------------------- | -------------------- | ----------------- |
|             | الأمم المتحدة                             | 21 سبتمبر 1971       | 28 سبتمبر 1960    |
|             | منظمة التجارة العالمية                    | ?                    | ?                 |
|             | منظمة التعاون الإسلامي                    | ?                    | ?                 |
|             | منظمة الشرطة الجنائية الدولية             | ?                    | ?                 |
|             | المركز الدولي لتسوية المنازعات الاستشارية | 15 مارس 1996         | 2 فبراير 1978     |
|             | الاتحاد الدولي للاتصالات                  | 1975                 | 21 أكتوبر 1960    |
|             | الفريق المعني برصد الأرض                  | ?                    | ?                 |
|             | البنك الدولي للإنشاء والتعمير             | 15 سبتمبر 1972       | 27 سبتمبر 1963    |
|             | الاتحاد البريدي العالمي                   | ?                    | ?                 |
|             | منظمة حظر الأسلحة الكيميائية              | ?                    | ?                 |
|             | مؤسسة التمويل الدولية                     | 22 سبتمبر 1995       | 9 مايو 1978       |
|             | وكالة ضمان الاستثمار متعدد الأطراف        | 12 أبريل 1988        | 22 أكتوبر 1992    |
|             | يونسكو                                    | 18 يناير 1972        | 7 نوفمبر 1960     |

## وصلات خارجية
- موقع وزارة الخارجية البحرينية